# Michael Kulikowski
Michael Kulikowski (3 september 1970) is een Amerikaanse historicus. Hij is hoogleraar geschiedenis en klassieke talen en hoofd van de afdeling Geschiedenis aan de Pennsylvania State University. Kulikowski is gespecialiseerd in de geschiedenis van de westelijke mediterrane wereld van de late oudheid.

## Biografie
Kulikowski is een zoon van de in Engeland geboren computeringenieur Casimir Alexander Kulikowski en een kleinzoon van de in Polen geboren uitvinder Victor Kulikowski. Hij behaalde zijn BA (1991) aan de Rutgers University, en zijn MA (1992) en Ph.D. (1998) aan de Universiteit van Toronto. Hij behaalde ook een licentiaat van Middeleeuwse Studies (canoniek recht) van het Pauselijk Instituut voor Middeleeuwse Studies in 1995. Aan de Universiteit van Toronto was Kulikowski een student van Walter Goffart. Na het behalen van zijn doctoraat, doceerde Kulikowski aan de Washington en Lee University, Smith College en de University of Tennessee. Sinds 2009 is Kulikowski hoogleraar geschiedenis en klassieke talen en hoofd van de afdeling Geschiedenis aan de Pennsylvania State University.
Kulikowski's eerste boek, Late Roman Spain and Its Cities, werd in 2004 gepubliceerd. Zijn volgende werk, Rome's Gothic Wars  werd gepubliceerd in 2006 en is een inleidend boek over de relaties tussen Goten en het Romeinse Rijk in de 3e en 4e eeuw na Christus.  In zijn recensie beschreef Bryan Ward-Perkins het als een "verstandige, duidelijke en onomstreden inleiding tot het onderwerp, die het verdient om op elke leeslijst van studenten te worden opgenomen" (naast Peter Heather die een andere kijk op dezelfde gebeurtenissen geeft) en die "de lezer kennis laat maken met de problemen van bewijs en vooral met de essentie van het moderne debat". 
Kulikowski is de auteur van talrijke artikelen, onder meer over de betrouwbaarheid van de Notitia Dignitatum als historische bron en onderzoek naar de loopbanen van verschillende laat-Romeinse individuen. 

## Geselecteerde werken
- Late Roman Spain and Its Cities, Johns Hopkins University Press, 2004
- Rome's Gothic Wars: From the Third Century to Alaric, Cambridge University Press, 2006
- The Triumph of Empire: The Roman World from Hadrian to Constantine, Harvard University Press, 2016
- The Tragedy of Empire: From Constantine to the Destruction of Roman Italy, Harvard University Press, 2019